# سيف الدين نجماوي
سيف الدين نجماوي (مواليد 5 مايو 1981) هو ملاكم تونسي، مثّل بلاده في الألعاب الأولمبية الصيفية في دورتي 2004 و2008.

## روابط خارجية
سيف الدين نجماوي على موقع أوليمبيديا (الإنجليزية)